# Dominic Barker
Dominic Barker (Southport, 1966) è uno scrittore inglese.
È laureato in lingua inglese e prima di diventare scrittore era attore comico e insegnante. Oltre ai tre libri sulle avventure di Blart ha pubblicato tre romanzi sul detective teenager Mikey Sharp.